# Naevus lipomatosus
Der Naevus lipomatosus, auch Naevus lipomatodes genannt, ist eine seltene Fehlbildung der Haut mit Entwicklung von Naevi im Fettgewebe, bei dem sich kleine Läppchen bilden.

## Einteilung
Je nach Verbreitung im Gewebe kann unterschieden werden zwischen einer umschriebenen und einer generalisierten Form.
- umschrieben oberflächlich (Lipom der Haut) Naevus lipomatodes cutaneus superficialis (NLCS) (Synonym: Hoffmann-Zurhelle) mit Fettläppchen, muttermalartig aus Lipozyten, selten mit Lipomen in darunter liegendem Gewebe.[2]
- generalisiert Naevus lipomatosus generalisatus mit abnormer Hautfaltenbildung (Cutis verticis gyrata ähnlich dem Michelinreifen-Baby-Syndrom)

Die Erstbeschreibung der umschriebenen Form stammt aus dem Jahre 1921 durch die Dermatologen Erich Hoffmann und Emil Zurhelle.

## Ursache
Zugrunde liegt eine abnorme Differenzierung des Bindegewebes der Haut mit Bildung von Fettgewebsläppchen.

## Klinische Erscheinungen
Klinische Kriterien sind:
- Seit Geburt bestehende hautfarbene oder gelbliche, weiche und schmerzlose Papeln oder Knoten
- Lokalisation der unschriebenen Form meist im Lenden- und Gesäßbereich
- Läsionen mit glatter oder warzenförmiger Oberfläche

## Differentialdiagnostik
Abzugrenzen sind bei der umschriebenen Form Bindegewebsnaevi und die Fokale Dermale Hyperplasie Goltz-Gorlin-Syndrom.